# Абу Хамза аль-Кураши
Абу́ Ха́мза аль-Кураши́ (араб. أبو حمزة القرشي‎) — официальный представитель Исламского государства, назначенный после смерти Абу аль-Хасана аль-Мухаджира 27 октября 2019 года. Его имя впервые было названо 31 октября 2019 года в официальном обращении, выпущенном медиацентром «Al-Furqan Institute for Media Production» и озаглавленном «А кто был верен тому, о чём он заключил завет с Аллахом, тому Он дарует великую награду». Абу Хамза был представлен как «шейх-мухаджир Абу Хамза аль-Кураши».
Абу Хамза в своём первом обращении объявил о смерти Абу Бакра аль-Багдади и бывшего спикера группировки Абу аль-Хасана аль-Мухаджира, а затем объявил о том, что «Совет шуры Исламского государства» избрал нового «халифа», которым был объявлен Абу Ибрагим аль-Хашеми аль-Кураши, после чего призвал всех сторонников группировки дать присягу новому халифу, который будет «лидером всех мусульман во всём мире». Новый спикер также поклялся, что Исламское государство отомстит Соединённым Штатам за смерть аль-Багдади и аль-Мухаджира, после чего объявил о начале мести за их гибель. Он добавил, что «Америка не должна радоваться убийству аль-Багдади», добавив: «Разве вы не понимаете, что Исламское государство сегодня не просто на пороге Европы и Центральной Африки, оно остаётся и расширяется с Востока на Запад?».
Во втором своём обращении, датированном 27 января 2020 года, он выделяет новый этап в истории группировки, связанный с появлением нового лидера. В этом обращении Абу Хамза уделяет много внимания Израилю, и делает акцент на необходимости освобождения Иерусалима от власти иудеев. Также звучит призыв к разрыву связей с группировкой ХАМАС, которое проявляет симпатию к шиитскому Ирану, оплакивая Касема Сулеймани. Также Абу Хамза аль-Кураши призывает боевиков, действующих в Сирии и на Синайском полуострове, атаковать территорию Израиля ракетами, снабжёнными химическим оружием. Этот призыв сделан в день памяти жертв Холокоста. По словам представителя ИГ, это нужно для того, чтобы не дать США реализовать так называемую «сделку века» по урегулированию израильско-палестинского конфликта. Это обращение интересно тем, что руководство ИГ впервые уделяет столько времени Израилю, поскольку ни один предыдущий спикер не уделял раньше столько времени этой теме. В том же обращении прозвучал также призыв к терпению и стойкости среди боевиков филиала ИГ в Афганистане, что подтверждает, что боевики группировки испытывают трудности в этой стране.
В обращении, опубликованном медиацентром «Фуркан» 28 мая 2020 года, Абу Хамза аль-Кураши затронул тему вывода войск США из Ирака и создании благоприятной почвы для новых атак боевиков. По его словам, «воевать с терроризмом, бороться с экономическим кризисом и с пандемией коронавируса не так уж и легко». Также он передаёт слова лидера ИГ о начале войны на истощение. Затрагивается также тема о союзе между США и Талибаном против ИГ.
В заявлении Исламского государства от 10 марта 2022 года организация подтвердила убийство своего официального представителя Абу Хамзы аль-Кураши и своего бывшего лидера Абу Ибрагима аль-Хашеми аль-Кураши, а также объявила о том, что пост халифа занял Абу аль-Хасан аль-Хашеми аль-Кураши. Абу Умар аль-Мухаджир был назначен новым пресс-секретарём Исламского государства.

## Речи
| № | Название                                                                                | Дата            | Продолжительность |
| - | --------------------------------------------------------------------------------------- | --------------- | ----------------- |
| 1 | А кто был верен тому, о чём он заключил завет с Аллахом, тому Он дарует великую награду | 31 октября 2019 | 07:37             |
| 2 | Аллах уничтожил их, и неверующих ожидает подобное этому                                 | 27 января 2020  | 37:26             |
| 3 | И неверующие узнают, кому достанется Последняя обитель                                  | 28 мая 2020     | 39:35             |
| 4 | Рассказывай эти истории, — быть может, они призадумаются                                | 18 октября 2020 | 32:10             |
| 5 | Вы будете на высоте, если вы действительно являетесь верующими                          | 22 июня 2021    | 37:41             |